# Christelle Jouandon
Christelle Jouandon (née le 30 mars 1974 à Clermont-Ferrand) est une joueuse française de basket-ball évoluant au poste d'ailière, devenue par la suite entraîneur.

## Biographie

### Carrière en club
Christelle Jouandon évolue jusqu'en 1995 à Clermont, de 1995 à 1996 à l'US Valenciennes-Orchies, de 1996 à 1997 au Tarbes Gespe Bigorre, de 1997 à 1999 au CJM Bourges Basket, de 2000 à 2004 au Cavigal Nice Sports Basket, de 2004 à 2005 au Pays d'Aix Basket 13, de 2005 à 2008 à Lattes Montpellier, de 2008 à 2009 au Cavigal Nice et au SK Cēsis et de 2009 à 2010 au Basket Lattes Montpellier.
Elle tente l’aventure en WNBA en 2004 avec les Monarchs de Sacramento. Elle joue deux matches de préparation, avant d’être remerciée par la franchise.

### Carrière en sélection
Elle est sixième du Championnat du monde de basket-ball féminin des moins de 19 ans en 1993 .
Elle connaît sa première sélection en équipe de France le 6 mai 1997 à Cadix contre l'Espagne. Sa carrière internationale, d'un total de 18 sélections, s'achève le 25 juin 1997 à Bari contre la Grèce.

### Entraîneuse
Elle entraîne le Stade Laurentin de 2009 à 2017.

## Palmarès

### En club
- Championne de France espoir en 1993 avec Clermont
- Championne de France 1998 et 1999 avec le CJM Bourges Basket[6]
- Vainqueur de l'Euroligue féminine de basket-ball 1997-1998 avec Bourges

### Distinctions individuelles
- Meilleure espoir du championnat de France en 1993[7]